# Edward August Hanowerski
Edward August Hanowerski (ur. 2 listopada 1767, zm. 23 stycznia 1820) – członek brytyjskiej rodziny królewskiej, czwarty syn króla Jerzego III i królowej Charlotte, księżniczki meklemburskiej. Był ojcem królowej Wiktorii.

## Życiorys
W 1785 rozpoczął edukację wojskową w Niemczech, w armii Elektoratu Hanoweru gdzie wpojono mu żelazne zasady dyscypliny. Był pułkownikiem w Gibraltarze, od maja 1791 w Kanadzie. W październiku 1793 został awansowany na generała-majora, w styczniu 1796 na generała-porucznika. 23 kwietnia 1799 otrzymał tytuł księcia Kentu i Strathearn oraz lorda Dublinu, a w maju 1799 został dowódcą sił w Brytyjskiej Ameryce Północnej. 24 maja 1802 przeniesiony na stanowisko  
  gubernatora Gibraltaru. Jego podejście do dyscypliny wojskowej wywołało bunt w jednym z królewskich oddziałów, w efekcie czego księcia odwołano w maju 1802. Formalnie utrzymał tytuł gubernatora Gibraltaru do końca życia, otrzymał jednak od starszego brata, księcia Yorku Fryderyka (szefa królewskich sił zbrojnych) zakaz przyjazdu i przebywania na Gibraltarze. Niezależnie od faktycznego zakończenia kariery w wojsku książę Kentu otrzymał stopień marszałka polnego.
Był kawalerem Orderu św. Patryka (5 lutego 1783), Orderu Podwiązki (2 maja 1786), Krzyża Wielkiego Orderu Łaźni (2 stycznia 1815). 5 września 1799 został członkiem królewskiej  Tajnej Rady.
Przez większość życia pozostawał w stanie kawalerskim, chociaż miał wiele kochanek oraz nieślubną córkę ze związku z Adelaide Dubus. Ożenił się w wieku 50 lat, w skomplikowanej sytuacji sukcesji tronu. W 1818 zmarła księżniczka Walii Charlotta Augusta, jedyna córka następcy tronu księcia Walii. Pozostali synowie króla Jerzego III nie mieli dzieci, lub byli nawet nieżonaci. Dla ratowania dynastii książę Kentu poślubił Wiktorię z dynastii Saksonii-Koburg-Saalfeld 29 maja 1818 w Koburgu (uroczystość powtórzono w Anglii 13 lipca). Z tego małżeństwa urodziła się córka, przyszła królowa Wiktoria.
Wkrótce potem, w styczniu 1820, książę Kentu zmarł po krótkiej chorobie. O sześć dni przeżył go ojciec, król Jerzy III. Żyli także jego starsi bracia, z których jeden objął tron jako Jerzy IV, a drugi później jako Wilhelm IV. Po śmierci tego ostatniego w 1837 koronę odziedziczyła Wiktoria.
Imię księcia nosi prowincja Kanady, Wyspa Księcia Edwarda.